# Týnecké mokřiny
Týnecké mokřiny este o arie protejată (arie specială de conservare — SAC, sit de importanță comunitară — SCI) din Republica Cehă întinsă pe o suprafață de 77,07 ha, integral pe uscat.

## Localizare
Centrul sitului Týnecké mokřiny este situat la coordonatele 50°02′57″N 15°23′24″E / 50.049167°N 15.39°E.

## Înființare
Situl Týnecké mokřiny a fost declarat sit de importanță comunitară în aprilie 2005 pentru a proteja 1 specie de animale. Situl a fost protejat și ca arie specială de conservare în iulie 2012.

## Biodiversitate
Situată în ecoregiunea continentală, aria protejată nu include niciun habitat protejat.
La baza desemnării sitului se află o specie protejată de  amfibieni: buhai de baltă cu burta roșie (Bombina bombina).